# Żarków (Głogów)
Osiedle Żarków w Głogowie – osiedle mieszkaniowe na terenie miasta Głogowa, włączone w 1938 roku w jego granice.

## Historia
Wieś Żarków wzmiankowana po raz pierwszy w 1307 roku pod nazwą Sarcow, w związku z nadaniem klasztorowi klarysek trzech włók ziemi przez księcia głogowskiego Henryka III. W 1488 roku stacjonowały w niej połączone wojska węgiersko-śląskie oblegające Jan II Szalony w Głogowie. W 1625 roku Żarków stał się własnością jezuitów, którzy utracili go w 1763 roku na rzecz książąt Schönaich-Carolath. W końcu XVII wieku wieś tworzyły 2 folwarki i 7 gospodarstw. 19 marca 1813 roku został całkowicie spalony przez wojska francuskie przygotowujące się do obrony przed natarciem wojsk prusko-rosyjskich. Odbudowano go w większej odległości od Głogowa.
W 1871 roku uruchomiono linię kolejową Głogów-Legnica, dla której przez pierwsze miesiące stacją początkową był Żarków Dolny (niem. Nieder Zarkau – w sąsiedztwie dzisiejszej ulicy Żarkowskiej). W 1890 roku u ujścia Czarnej do Odry utworzono stocznię rzeczną. W tym samym roku połączono Żarków Dolny z Górnym (właściwym). W latach 1895–1897 wybudowano cukrownię, a w roku 1904 młyn parowy. Oprócz nich istniały jeszcze: mleczarnia, fabryka likierów i kilka warsztatów. W latach 1895–1896 w Górnym Żarkowie wybudowano koszary 1. batalionu 58. regimentu piechoty wzmocnionego w 1909 roku kompanią karabinów maszynowych. W połowie lat 30. w sąsiedztwie Żarkowa wybudowano koszary artyleryjskie im. miasta Lüttich (zniszczone w 1945 roku). W 1938 roku Żarków przyłączono do Głogowa.

### Po wojnie
Po wojnie Żarków na krótko stał się siedzibą gminy, zanim został ponownie włączony w granice miasta. Od tamtej pory nazwę Żarków stosowano wyłącznie w odniesieniu do Żarkowa Górnego. W 1945 roku w znajdujących się w nim zabudowaniach zlokalizowano siedzibę majątku miejskiego, który stał się głównym zapleczem żywnościowym dla miasta, piekarnię, warsztaty i hotel. W roku 1953 utworzono PGR Żarków, które w 1957 roku przekształcono w samodzielną jednostkę pod zarządem Szkoły Rolniczej w Żarkowie (zlikwidowany w wyniku wykupu gruntów pod osiedle Piastów Śl.).

## Edukacja
- Zespół Szkół Przyrodniczych im. Macieja Rataja

## Komunikacja miejska
Przez osiedle Żarków prowadzą linie autobusowe KM Głogów:
- 1 – Piastów – Kopernik
- 3 – Osadników (Krzepów) – Cmentarz Brzostów (ul. Świerkowa)
- 4 – Piastów – Marina (rzeka Odra)
- 5 – Piastów – Dworzec PKP
- 8 – Piastów – Dworzec PKS
- 9 – Kopernik – Dworzec PKS